# 香港澳門關係條例
《香港澳門關係條例》簡稱《港澳關係條例》或《港澳條例》，是中華民國政府为規範香港與澳門主權移交中華人民共和國後，中華民國臺灣地區與香港、澳門間的各種往來而訂定的條例，於香港回归前夕的1997年3月18日在立法院通過，並于同年4月2日由時任總統李登輝公布。同年6月，政府在相关说帖中表示，“該條例是基於大陸政策及港澳政策整體原則與務實的考量，在港澳仍能維持其自由經濟制度與自治地位之前提下，將港澳視為有別於大陸其他地區之特別區域，以規範「九七」後台、港、澳人民間往來事務及維護雙方人民的既有權益，並進而增進三者間之良性互動。”

## 政治背景
1949年，中华人民共和国建国，两岸分治。中华人民共和国与中华民国皆宣称拥有中国主权，是代表全中国的唯一合法政府，是为一个中国。因此，两岸四地（中国大陆、香港、澳门和台湾）的中国公民在法理上，被两岸政府视为本国公民，即中华人民共和国国民和中华民国国民。
1975年，葡萄牙与中华民国断交。1976年，葡萄牙政府将澳门定义为葡萄牙管治下的中国领土。此后，葡萄牙政府与中华人民共和国政府开始商谈建交和澳门主权回归问题。1984年，中华人民共和国政府与英国政府签署《中英聯合聲明》。虽然中华民国政府对《中英聯合聲明》持不承认的态度。但中华人民共和国政府于1997年、1999年在港澳两地顺利地恢复行使主权，两地成为中华人民共和国政府管辖下的特别行政区。
1997年6月，香港回归前夕，中華民國政府发表《對「九七」香港情勢的立場與政策說帖》，重申对香港的主权。中華民國總統李登輝认同中华民国拥有香港主权的主张。到1999年7月时，他提出“两国论”，指1991、1992年中华民国修宪后，中华民国领土范围已限定于台澎金马。当年12月，澳门回归前夕，行政院大陆委员会在《稳定与互惠─中华民国对「九九」澳门情势的立场》一文中指出，中华民国政府对葡萄牙政府结束在澳门的统治表示欣慰，“但对於澳门回到中国大陆专制政权手中，我们则感到遗憾。”

## 法律制定
蔡英文曾於1994年至1995年擔任《港澳條例》起草研究小組召集人。

## 實施情況
1997年6月19日，行政院令發布，《香港澳門關係條例》涉及香港部分，定於7月1日施行。
中華民國行政院依《條例》核准香港政府到臺灣設立辦事機構。香港特別行政區政府於2011年12月19日在臺灣成立香港經濟貿易文化辦事處，為臺港兩地民眾提供服務。
1998年5月28日修正第24條，《香港澳門關係條例》涉及澳門部分，定於1999年（民國88年）12月20日施行。

2011年6月30日，中華民國政府同意澳門政府來臺設立綜合性辦事機構，澳門特區政府並於同年12月2日在臺設立官方機構澳門經濟文化辦事處。
2019年6月，反對逃犯條例修訂草案運動爆发。同年12月，香港多間大專院校學生會代表赴台，要求總統蔡英文正式訂立《難民法》，為因政治因素被控告的香港人提供庇護。蔡英文回應指她於1990年代參與起草《香港澳門關係條例》時，已考慮中共當局不可能落實香港民主化的承諾，因此條例內已經有法律基礎讓香港人到台灣升學就業。《難民法草案》本已延宕多年。
真理大學法律系所副教授吳景欽撰文指出，根據本條例第十二條第一項，香港居民可以隨時向內政部申請在台灣居留或定居。实际上，申请者会受到“嚴格審查，也肯定無法涵蓋至因政治因素尋求庇護者”。依据本條例第十八條，可因政治因素对香港或澳门居民提供援助。但该条内容过于笼统，未有明确列举。同时，吳景欽指出“难民”通常是外國人或無國籍者，在中華民國憲法增修條文的架構下，香港人並非外國人，亦非無國籍者。
2020年10月，大陸委員會制定《「香港特殊地位檢討」暨「香港人道援助關懷行動專案執行情形」報告》。报告表示，7月已运营「臺港服務交流辦公室」（交流辦）。“對於進入臺灣尋求人道關懷協處的香港居民，倘有香港澳門關係條例第18條規定之情形，政府已訂定相關處理準則，會審酌個案安全與自由，受緊急危害程度，作成適當決定，依據人道原則及相關法規妥適處理，並由交流辦專案協助輔導就學、就業及生活照顧等。[……]對已許可在臺停留或居留者，進一步進行輔導，目前已協助部分個案順利在臺就學、就業，自主生活。”报告结语，“本會將持續密注『港版國安法』實施情形，於每季提出觀察報告，通盤評估香港政治、經濟、社會等重要指標，以及主要國家政策動向等，適時檢視『香港澳門關係條例』相關規定。以保障我國家安全及人民利益不因情勢變化受損，同時協助及關懷受壓迫的香港人民，捍衛民主、自由、人權等普世價值:7－8。”

## 备注
1. ↑  1999年7月9日，时任中華民國總統李登輝接受德国之声专访。原文[7]：答：我要就历史及法律两方面来答覆[……]历史的事实是，一九四九年中共成立以後，从未统治过中华民国所辖的台、澎、金、马。我国并在一九九一年的修宪，增修条文第十条（现在为第十一条）将宪法的地域效力限缩在台湾，并承认中华人民共和国在大陆统治权的合法性[……]使所建构出来的国家机关只代表台湾人民，国家权力统治的正当性也只来自台湾人民的授权，与中国大陆人民完全无关。[……]至少是特殊的国与国的关系[……]
2. 1 2  《香港澳門關係條例》第十八條 (提供緊急危害之援助) 對於因政治因素而致安全及自由受有緊急危害之香港或澳門居民，得提供必要之援助。